# Sphex basilicus
Sphex basilicus är en biart som först beskrevs av Rowland Edwards Turner 1915.
Sphex basilicus ingår i släktet Sphex och familjen grävsteklar. Inga underarter finns listade i Catalogue of Life.